# Cladoxerus
Cladoxerus (Syn.: Baculum, Abrachia und Ceratiscus) ist eine zur Gespenstschrecken-Familie Phasmatidae gehörende Gattung. Sie ist namensgebend für die Tribus Cladoxerini, zu der noch zwei weitere Gattungen gezählt werden. Ihre langgestreckten Vertreter entsprechen im Habitus typischen Stabschrecken und sind im tropischen Teil Südamerikas beheimatet.

## Systematik
Die Gattung wurde 1828 von Amédée Louis Michel Le Peletier & Jean-Guillaume Audinet-Serville für Cladoxerus gracilis aufgestellt, welche somit die Typusart ist.
Henri de Saussure stellte 1861 die Gattung Baculum auf, welche lange eine Sammelgattung für noch nicht genauer zugeordnete Arten mit ähnlichem Habitus war. Unter den dutzenden Arten in dieser Gattung fanden sich so populäre wie die Annam-Stabschrecke (jetzt Medauroidea extradentata) oder die Vietnam-Stabschrecke (jetzt Ramulus artemis). Durch Revisionen der Gattung findet man die meisten von ihnen heute neu zugeordnet in bereits länger bestehenden Gattungen, wie Ramulus und Cuniculina oder in eigens errichteten Gattungen wie Medauroidea. Die Gattung Baculum selbst und die darin verbliebenen fünf Arten inklusive der als Typusart von Baculum geführten Baculum ramosum wurde 2016 von Frank Hennemann et al. in Cladoxerus überführt. Zwei der letzten fünf Arten wurden ursprünglich unter einem nur für sie verwendeten Gattungsnamen beschrieben, so dass sich zu Cladoxerus folgende Synonyme ergeben:
- Baculum Saussure, 1861,
- Abrachia Kirby, 1889 – geht auf die Beschreibung von Abrachia brevicornis zurück,
- Ceratiscus Caudell, 1904 – geht auf die Beschreibung von Ceratiscus laticeps zurück.

Zur Gattung Cladoxerus werden die folgenden Arten gezählt:
- Cladoxerus bispinosus Piza, 1939
- Cladoxerus borellii (Giglio-Tos, 1910)
- Cladoxerus brevicornis (Kirby, 1889)
- Cladoxerus clinterius (Westwood, 1859)
- Cladoxerus cryphaleus (Westwood, 1859)
- Cladoxerus dentatum Piza, 1938
- Cladoxerus dentipes (Redtenbacher, 1908)
- Cladoxerus ditomus (Westwood, 1859)
- Cladoxerus gracilis Peletier de Saint Fargeau & Serville, 1828
- Cladoxerus laticeps (Caudell, 1904)
- Cladoxerus longimanus (Saussure, 1859)
- Cladoxerus longipes Gray, 1835
- Cladoxerus ramosum (Saussure, 1861).